# Премия Клюге
Премия Клюге — международная премия, присуждаемая за достижения в гуманитарных и социальных науках. Учреждена фондом John W. Kluge Center в 2003 году, который присуждает её совместно с Библиотекой Конгресса США. Размер награды - 1 млн долларов США.

## Лауреаты
- 2003 – Колаковский, Лешек
- 2004 – Пеликан, Ярослав и Рикёр, Поль [1]
- 2006 – John Hope Franklin и Yu Ying-shih
- 2008 – Romila Thapar и Браун, Питер [2]
- 2012 – Кардозу, Фернанду Энрики
- 2015 – Хабермас, Юрген и Тейлор, Чарльз [3]
- 2018 - Фауст, Дрю Джилпин
- 2020 - Аллен, Даниэль
- 2022 - George Chauncey[англ.]
- 2024 - Аппиа, Кваме Энтони